# Arne Schönbohm

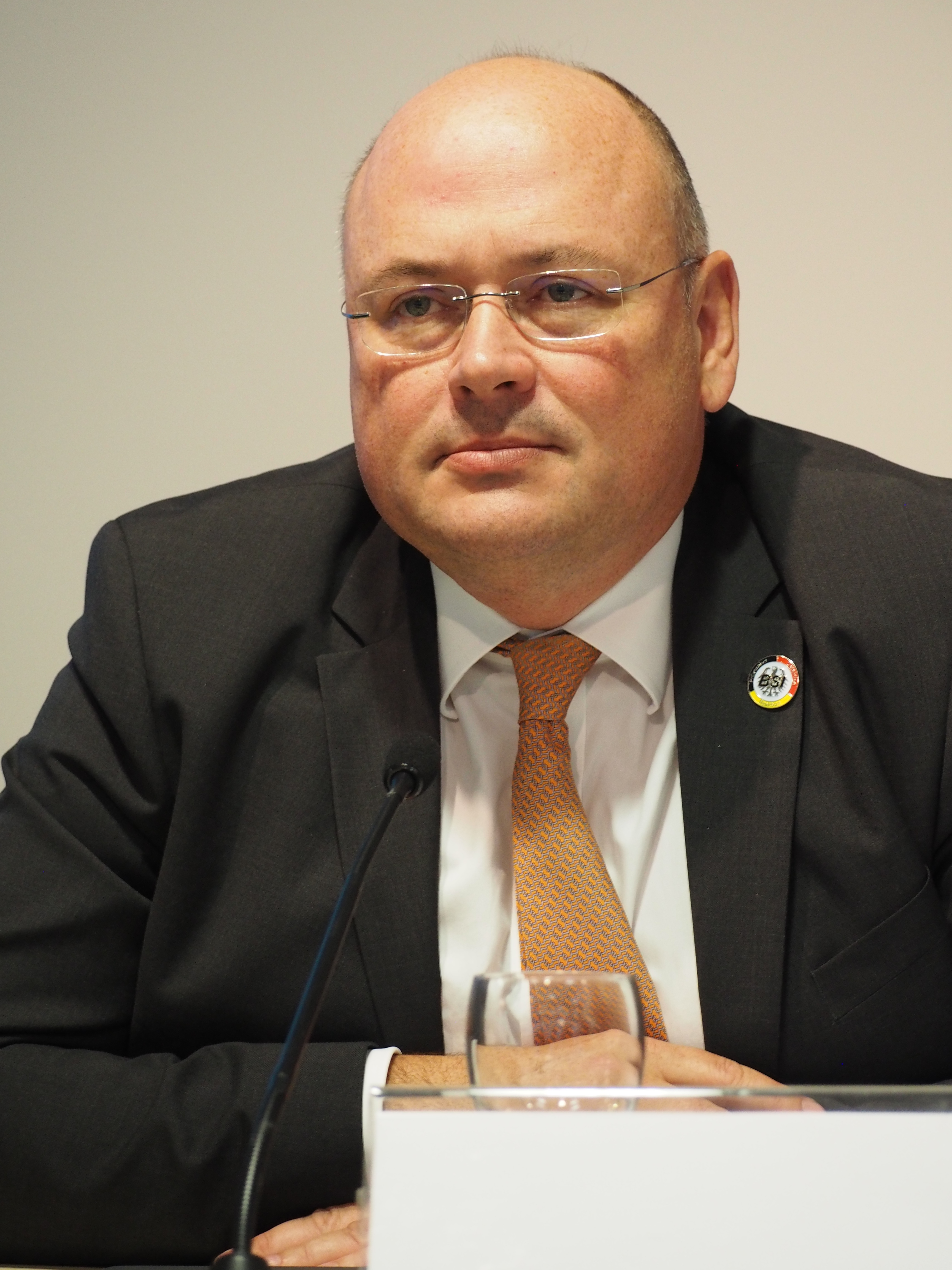
Arne Schönbohm auf der it-sa 2017

Arne Schönbohm (* 28. Juli 1969 in Hamburg) ist ein deutscher Manager. Er ist seit dem 1. Januar 2023 Präsident der Bundesakademie für öffentliche Verwaltung. Von 2023 bis 2025 war er zudem Sonderbeauftragter für die Modernisierung der Fortbildungslandschaft des Bundes. Seit 2024 ist er zudem Honorarprofessor an der Hochschule Bonn-Rhein-Sieg, er vertritt im Institut für Sicherheitsforschung den Bereich „Sicherheit in der Digitalisierung für Staat, Wirtschaft und Gesellschaft“.
Von Februar 2016 bis 18. Oktober 2022 leitete er das Bundesamt für Sicherheit in der Informationstechnik (BSI). Wegen später als unbegründet erwiesenen Vorwürfen im Zug der BSI-Affäre übte er das Amt nicht weiter aus. Die damalige Bundesinnenministerin Nancy Faeser untersagte ihm wegen angeblicher Russlandkontakte des von ihm bis 2016 geführten Vereins Cyber-Sicherheitsrat Deutschland die Führung der Dienstgeschäfte.
2023 verklagte Schönbohm Faeser und das Bundesinnenministerium wegen Mobbing und forderte Schadensersatz.

## Leben
Arne Schönbohm ist der Sohn des Generalleutnants und CDU-Politikers Jörg Schönbohm (1937–2019) sowie der Neffe von Wulf Schönbohm (1941–2021) Er studierte Internationales Management in Dortmund, London und Taipeh und ist Diplom-Betriebswirt. Er war im Anschluss von 1995 bis 2008 bei EADS, unter anderem als Vice President Commercial and Defence Solutions tätig. Im Juni 2008 gründete er eine Beratungsgesellschaft mit dem Namen „Schönbohm Consulting“. Er war Vorstandsmitglied der BSS BuCET Shared Services AG. Seit Juli 2024 ist er Honorarprofessor am Institut für Sicherheitsforschung der Hochschule Bonn-Rhein-Sieg.
Am 1. Februar 2016 wurde Schönbohm auf Vorschlag des  Bundesinnenministers Thomas de Maizière zum Präsidenten des Bundesamtes für Sicherheit in der Informationstechnik ernannt.

## BSI-Affäre
In einem Bericht des ZDF Magazin Royale am 7. Oktober 2022 wurde Schönbohms Tätigkeit als Präsident und Gründer des privaten Vereins Cyber-Sicherheitsrat Deutschland kritisiert. Als Reaktion auf diese so genannte BSI-Affäre verbot ihm Bundesinnenministerin Nancy Faeser (SPD) am 18. Oktober 2022 die Führung seiner Dienstgeschäfte und stellte ihn frei. Zum 1. Januar 2023 wurde er an die Bundesakademie für öffentliche Verwaltung versetzt. Im Mai 2023 soll das Bundesinnenministerium nach exklusiven Medienberichten von Business Insider bekannt gegeben haben, dass diese unbegründet gewesen seien. Die Vorwürfe hätten sich nicht erhärtet. Zu einem von Schönbohm selbst angeregten Disziplinarverfahren kam es nicht. Im August 2023 forderte Schönbohm vom ZDF als Sender des ZDF Magazin Royale einen Schadensersatz in Höhe von 100.000 Euro. Das erstinstanzliche Urteil des Landgerichts München I versagte die Geldentschädigung, untersagte jedoch vier Aussagen, da das ZDF hier Falschaussagen getätigt haben soll. Das ZDF legte gegen das Urteil Berufung ein. Ebenso Ende August 2023 wurde beim Verwaltungsgericht Köln Klage gegen das Bundesinnenministerium auf Schadensersatz für die Absetzung durch Bundesinnenministerin Faeser wegen Verstoßes gegen die beamtenrechtliche Fürsorgepflicht, die Verschleppung der Vorermittlungen zu einem möglichen Disziplinarverfahren und wegen Mobbings erhoben. In der Verhandlung am 23. Januar 2025 urteilte das Verwaltungsgericht Köln, dass die Klage Schönbohms unbegründet ist.

## Kritik
2016 kritisierten der Grünen-Politiker Konstantin von Notz sowie Datenschützer und Computerexperten Schönbohms Ernennung zum Präsidenten des Bundesamtes, da er als Gründer und Vorsitzender der Lobbyorganisation Cyber-Sicherheitsrat Deutschland mit Unternehmen wie dem TÜV, Commerzbank, IBM, der Waffensparte von EADS und IT-Sicherheitsfirmen wie Kaspersky kooperierte, die das BSI kontrollieren soll. Schönbohm ist der erste Betriebswirt in diesem Amt, seine Vorgänger waren Physiker, Mathematiker und Kryptologen. Der Cybertheoretiker Sandro Gaycken urteilte über Schönbohm: „Seine technische Kompetenz geht gegen null.“ Das ARD-Magazin Kontraste berichtete im Juni 2019 über Verbindungen des u. a. von Schönbohm gegründeten Vereins zum russischen Inlandsgeheimdienst FSB.

## Mitgliedschaften
Schönbohm ist Mitglied der Atlantik-Brücke und der Clausewitz-Gesellschaft. 2012 war er Mitbegründer der Lobbyorganisation Cyber-Sicherheitsrat Deutschland und bis 2016 dessen Vorsitzender. Als BSI-Präsident war Schönbohm Mitglied im Beirat der Initiative „Deutschland sicher im Netz“, im Beirat der Allianz für Cyber-Sicherheit, im Beirat des Center for Research in Security and Privacy der TU Darmstadt sowie im Beirat der Stiftung Datenschutz der Bundesrepublik Deutschland.
Ferner ist Arne Schönbohm Mitglied der CDU.

## Privates
Arne Schönbohm ist Vater von drei Kindern.

## Veröffentlichungen
- Deutschlands Sicherheit. Verlags-Haus Monsenstein und Vannerdat, Münster 2010, ISBN 978-3-86991-024-6.
- Deutschlands Sicherheit: Cybercrime und Cyberwar. Verlags-Haus Monsenstein und Vannerdat, Münster 2011, ISBN 978-3-86991-333-9.